# Dick Swaab
Dick Swaab (neerlandès: Dick Frans Swaab)  (Amsterdam, 17 de desembre de 1944) és un metge i neurobiòleg neerlandès (investigador cerebral). És professor de neurobiologia a la Universitat d’Amsterdam i fins al 2005 va ser director de l’Institut neerlandès d’investigació cerebral (Nederlands Instituut voor Hersenonderzoek) de la Reial Acadèmia Neerlandesa de les Arts i les Ciències (Koninklijke Nederlandse Akademie van Wetenschappen).

## Biografia
Swaab es va graduar a l'Amsterdam lyceum el 1963. Es va doctorar en medicina a la Universitat d'Amsterdam el 1968 i va esdevenir director de l'Institut Neerlandès d'Investigació Cerebral al 1978. El 1979 va ser nomenat professor de neurobiologia a la Universitat d’Amsterdam. El 1985 va fundar el Nederlandse Hersenbank —conegut en anglès com The Netherlands Brain Bank - per a facilitar la investigació internacional sobre malalties cerebrals.

## Recerca
Swaab és conegut sobretot per les seves investigacions i descobriments en el camp de l’anatomia i fisiologia del cervell, en particular l’impacte que tenen diversos factors hormonals i bioquímics de l’úter en el desenvolupament cerebral. Una altra àrea del treball de Swaab, que ha cridat molt l'atenció, és la seva investigació sobre com el dimorfisme sexual es relaciona amb l'anatomia cerebral, així com la investigació relacionada amb l'orientació sexual i la transsexualitat. Al llarg dels seus anys d’investigació, Swaab, segons les seves pròpies paraules, va arribar a la conclusió determinista i materialista que els cervells no són coses que tinguem, sinó que els cervells són el que som: els processos físics i químics del nostre cervell determinen com reaccionem i qui som.
Ha escrit el llibre Wij Zijn Ons Brein (We Are Our Brains) on l'autor hi descriu les diverses parts del cervell i hi explica amb molt d'èmfasi els esdeveniments que condicionen el desenvolupament del cervell durant el desenvolupament embrionari fins al part, descrivint quines substàncies n'alteren el desenvolupament, com l'alcohol o la nicotina. També explica quins processos es donen quan estàs enamorat o com es pot explicar l'homosexualitat a nivell de cerebral.
Swaab va publicar el 2016 una seqüela d’aquest llibre titulada Our creative brain.